# ليو إيناسيو
ليو إيناسيو (بالبرتغالية: Leonardo Inácio Raphael Nunes‏) هو لاعب كرة قدم برازيلي في مركز الوسط، ولد في 14 سبتمبر 1976 في ريو دي جانيرو في البرازيل. لعب مع بوتافوغو ريغاتاس وغريميو بورتو أليغرينزي ونادي أوداكس ريو ونادي بروكسل ونادي جوفنتودي ونادي فاسكو دا غاما ونادي فلامنغو ونادي فلومينينسي ونادي كوريتيبا.